# 太宰府天満宮
太宰府天満宮（だざいふてんまんぐう）は、福岡県太宰府市宰府（さいふ）にある神社。旧社格は官幣中社で、現在は神社本庁の別表神社。神紋は梅紋である。菅原道真（菅原道真公、菅公）を祭神として祀る天満宮の一つ（天神様のお膝元）。
京都の北野天満宮とともに全国天満宮の総本社とされ、また菅公の霊廟として篤く信仰される。初詣の際には九州はもとより日本全国から毎年200万人以上、年間にすると850万人以上の参詣者がある。

## 祭神
- 菅原道真公 -  学問の神として広く知られている。

## 歴史

太宰府天満宮の象徴『梅紋』

右大臣であった菅原道真は昌泰4年（901年）に左大臣藤原時平らの陰謀によって筑前国の大宰府に員外帥として左遷され、翌々年の延喜3年（903年）に同地で死去した。その死後、道真の遺骸を安楽寺に葬ろうとすると葬送の牛車が同寺の門前で動かなくなったため、これはそこに留まりたいのだという道真の遺志によるものと考え、延喜5年8月、同寺の境内に味酒安行（うまさけのやすゆき）が廟を建立、天原山庿院安楽寺と号した。一方都では疫病や異常気象など不吉な事が続き、さらに6年後の延喜9年（909年）には藤原時平が39歳の壮年で死去した。これらのできごとを「道真の祟り」と恐れてその御霊を鎮めるために、醍醐天皇の勅を奉じた左大臣藤原仲平が大宰府に下向、道真の墓所の上に社殿を造営し、延喜19年（919年）に竣工したが、これが安楽寺天満宮の創祀である。
それでも「道真の祟り」は収まらず、延喜23年（923年）には皇太子保明親王が21歳で死去。狼狽した朝廷は、延長と改元したうえで、4月に道真の官位を生前の右大臣の官職に復し、正二位の位階を追贈した。しかしそれでも「祟り」が沈静化することはなく、保明の遺児慶頼王が代わって皇太子となったものの、延長3年（925年）には慶頼もわずか5歳で死去した。そしてついに延長8年（930年）6月、醍醐天皇臨席のもとで会議が開かれていた、まさにその瞬間、貴族が居ならぶ清涼殿に落雷があり、死傷者が出る事態となった(清涼殿落雷事件)。天皇は助かったが、このときの精神的な衝撃がもとで床に伏せ、9月には皇太子寛明親王（朱雀天皇）に譲位し、直後に死去するに至った。承平元年（931年）には道真を側近中の側近として登用しながら、醍醐と時平に機先を制せられその失脚を防げなかった宇多法皇も死去している。わずか30年ほどの間に道真「謀反」にかかわったとされた天皇1人・皇太子2人・右大臣1名以下の高級貴族が死亡したことになる。猛威を振るう「怨霊」は鎮まらず、道真には太政大臣追贈などの慰撫の措置が行われ、道真への御霊信仰は頂点に達した。ついに正暦元年（990年）頃からは本来は天皇・皇族をまつる神社の社号である「天満宮」も併用されるに至った。寛和2年（986年）、道真の曾孫菅原輔正によって鬼すべ神事が始められるようになった。
寛弘元年（1004年）、一条天皇が初めて北野天満宮へ行幸し、太宰府へも勅使をつかわせて以来、士庶の崇敬を広く集め、とくに承徳元年（1097年）、大江匡房が太宰権帥に任ぜられてからは神幸祭など、祭祀が厳かになったという。
文明12年（1480年）に当地を訪れた連歌師の宗祇が『筑紫道記』にこの安楽寺天満宮のことを記しているが、道真の御霊に対する恐れも少なくなってきた中世ごろから、道真が生前優れた学者であったことにより学問の神としても信仰されるようになった。
本殿が再建されたのは、時代が変わって安土桃山時代の天正19年（1591年）、小早川隆景によるものである。
江戸初期に黒田氏が国主になってからは、常に社域の整備や社殿の修復・造営がおこなわれて社運は隆盛、九州でも多くの観光客を集める神社となっている。

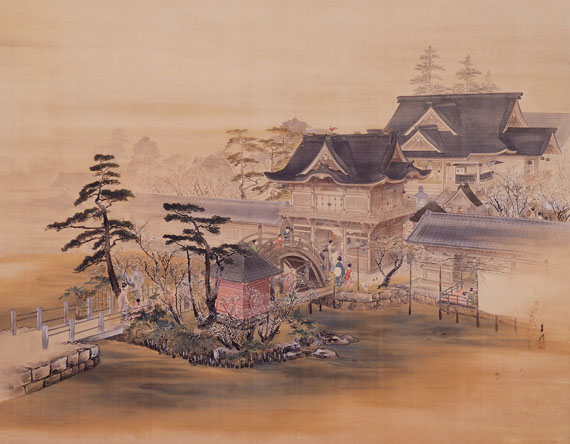
尾形月耕『太宰府天満宮之図』（明治時代）

明治に入り、新政府の神仏分離の処置で、天満宮周辺に住む多くの社僧は復飾・還俗や財産処分などを余儀なくされ、 講堂、仁王門、法華堂などの建物や多くの仏像などは破壊あるいは売却され、天満宮の御神体であった道真公御親筆の法華経も焼き捨てられ、安楽寺は廃寺となる。
近代社格制度のもとで明治4年（1871年）に国幣小社に列格するとともに神社名を太宰府神社に変更した。これは北野天満宮が近代社格制度のもと「北野神社」に変更したのと同様に、「宮」号が基本的には皇族を祭神とする神社しか使用できなくなったからである。1882年（明治15年）には官幣小社に昇格、次いで1895年（明治28年）には官幣中社に昇格した。神社の国家管理を脱した戦後の1947年（昭和22年）に社号を太宰府天満宮に復した。
祭神の菅原道真が「学問の神様」であると同時に「文化の神様」としても信仰されていたため、それぞれの時代の人々による和歌・連歌・歌舞伎・書画の奉納を通じて、文芸・芸能・芸術、いわゆるアートと関係が深まっていった。平成の時代においても、女性音楽グループが本殿前に特設の舞台を設け歌唱奉納を行うなどしている。また、奉納絵馬は九州でも指折りの質量となっており、それを掲げた絵馬堂はギャラリーとしての役割を果たしている。
参道を登りつめた先には延寿王院があり、ここは幕末維新の策源地といわれ、三条実美たち公卿5人が3年半余り滞在した所である。土佐脱藩の土方久元や中岡慎太郎も滞在しており、薩摩の西郷隆盛や長州の伊藤博文、肥前の江藤新平、坂本龍馬なども来訪している。
太宰府天満宮・北野天満宮・防府天満宮を合わせて「三天神」と呼ぶ。三天神には諸説あり、太宰府と北野天満宮までは共通するものの、あとの一つを大阪天満宮等とする説も存在する。

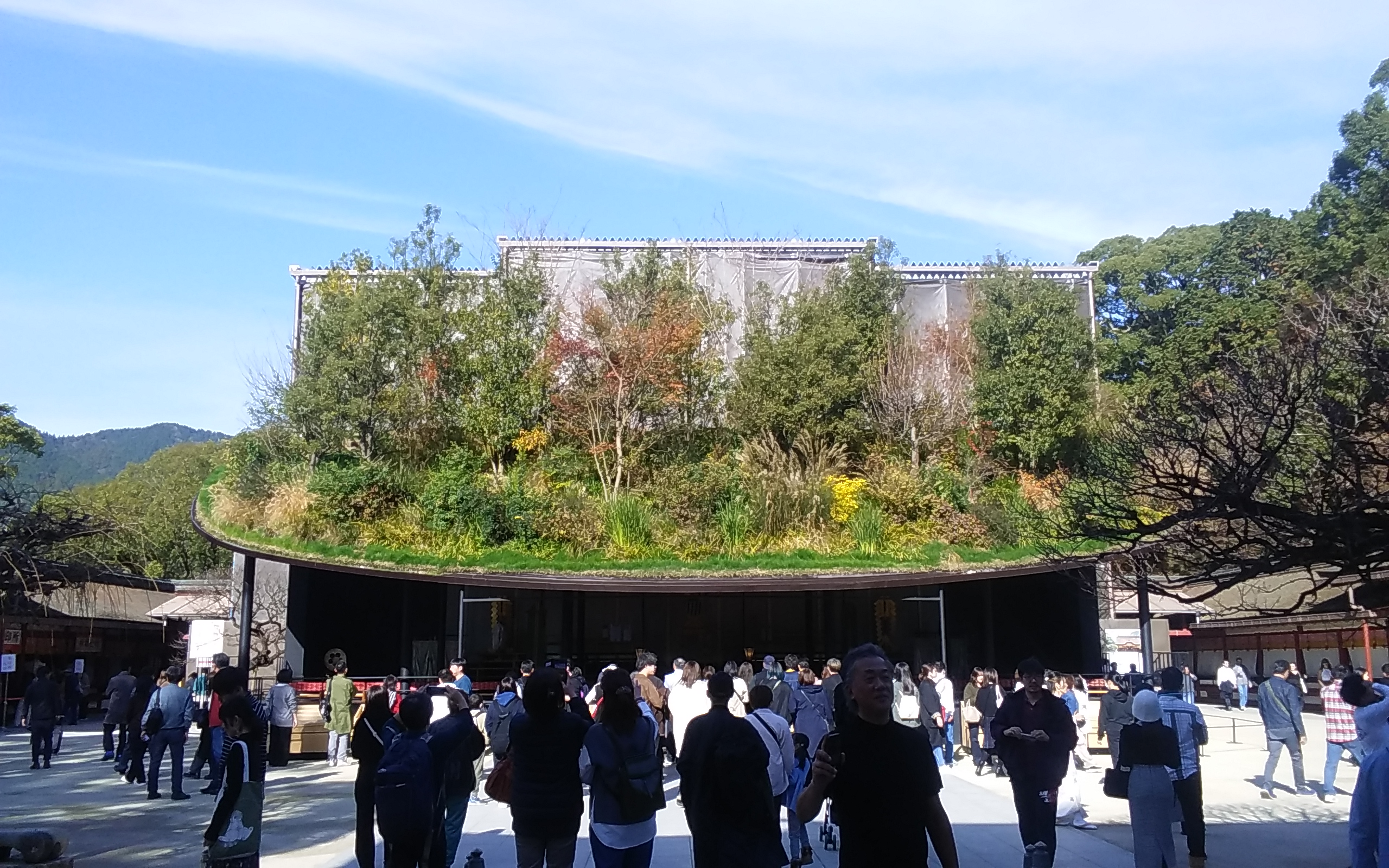
2023年5月より使用される仮本殿。設計は藤本壮介

2023年5月より、124年ぶりとなる本殿の改修が行われており、終了までの約3年間、菅公の御神霊は仮殿に移されている。仮殿の設計は建築家の藤本壮介が手掛け、黒を基調とし、屋根の上にも梅などの森が広がる現代的かつ斬新なデザインとなっている。

## 神事
- 初詣（歳旦祭）：1月1日
- 鬼すべ：1月7日
- 鷽替え：1月7日
- 初天神祭：1月25日
- 梅花祭：2月25日
- 曲水の宴：3月第1日曜日
- 斎田御田植祭：6月中旬
- 神幸式大祭：9月21日 - 9月25日
- 例祭：9月25日
- 秋思祭：旧暦9月10日
- 特別受験合格祈願大祭：10月18日

## 社殿

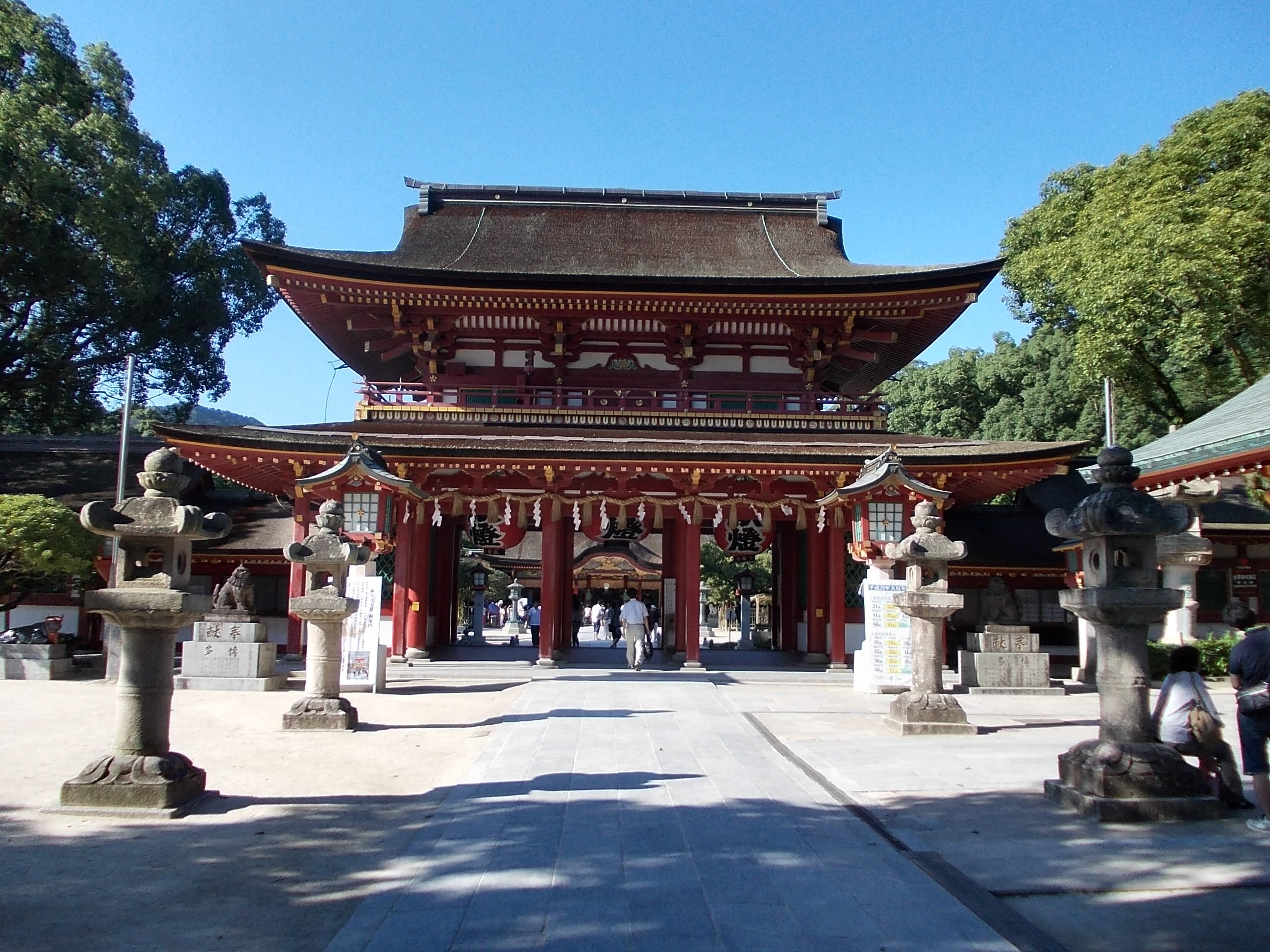
楼門

本殿は五間社流造で屋根は檜皮葺。正面に1間の唐破風造の向拝（こうはい）を設ける。また、左右側面には各1間でこれも唐破風造の車寄を付け、廻廊が前方の楼門まで廻らされている。本殿は1907年（明治40年）5月27日に古社寺保存法に基づく特別保護建造物に指定され、1950年（昭和25年）文化財保護法施行に伴い重要文化財とされている。1966年（昭和41年）6月11日付で棟札9枚と板札2枚が重要文化財の附（つけたり）として指定されている。

## 太宰府天満宮を舞台にした作品
太宰府天満宮および前身の安楽寺が登場する文学作品は古典から現代の小説まで数多く存在する。漫画、アニメ等でも数多く登場し全国各地からファンが集まる。

### 能楽
- 世阿弥『老松（おいまつ）』
  - 能では一番目に演じられる初番目物（しょばんめもの）。粗筋は梅津の某（ワキ）が夢の告げで筑紫安楽寺（太宰府天満宮）に行くと、老人（前シテ）と若い男（ツレ）が咲き誇る梅の垣を囲っている。飛梅（後述）とその脇の古松（老松）の謂われを尋ねると、2人はその謂われを語り、梅と松が唐の国でも尊ばれたことを述べて神々しい姿で去る。梅津の某が老松のかたわらに祗候していると、老松の神霊（後ジテ）が現れ、客人を慰めようと様々な舞楽を奏し神託を告げる。この後ジテは老人の面に白髪をたれた老神の姿で登場し、その舞いは荘厳な真ノ序ノ舞である。因みにツレの若い男は実は飛梅の精で、飛梅とは道真が京から左遷された時、京から飛んできたとされる梅である。江戸時代、徳川将軍家では「高砂」とともに筆頭祝言曲とされた。

### 歌曲
- 大和田建樹『鉄道唱歌』第2集山陽九州篇
  - 41.まだ一日とおもいたる 旅路は早も二日市 下りて見てこん名にききし 宰府の宮の飛梅を
  - 42.千年（ちとせ）のむかし太宰府を おかれしあとは此処（このところ） 宮に祭れる菅公の 事績かたらんいざ来たれ
  - 43.醍醐の御代の其（その）はじめ 惜しくも人にそねまれて 身になき罪をおわせられ ついに左遷と定まりぬ
  - 44.天に泣けども天言わず 地に叫べども地もきかず 涙を呑みて辺土なる ここに月日をおくりけり
  - 45.身は沈めども忘れぬは 海より深き君の恩 かたみの御衣を朝毎（あさごと）に ささげてしぼる袂かな
  - 46.あわれ当時の御心を おもいまつればいかならん お前の池に鯉を呼ぶ おとめよ子等（こら）よ旅人よ
  - 47.一時栄し都府楼の あとをたずねて分け入れば 草葉をわたる春風に なびく菫（すみれ）の三つ五つ
  - 48.鐘の音きくと菅公の 詩に作られて観音寺 仏も知るや千代までも つきぬ恨みの世がたりは
    - 『鉄道唱歌』第2集は全68番であるが、そのうち太宰府には8分の1弱に当たる8番を割り当てており、作者の建樹が道真と天満宮に強い関心を持っていたことを窺わせる。
- さだまさし「飛梅」（アルバム『風見鶏』収録）など、さだの数作品に太宰府天満宮が舞台として詩に書かれる。

### 小説
- 住野よる『君の膵臓をたべたい』
  - 主人公「僕」と桜良が福岡を旅行する中で太宰府天満宮に参拝するシーンがある。2017年に映画化された際、実際に当地でロケも行われている[22][信頼性要検証]。

## 文化財

### 国宝
- 翰苑巻第卅（書跡）
  - 平安時代の作。1954年（昭和29年）3月20日指定[23]。

### 重要文化財（国指定）
- 本殿（附 棟札9枚、板札2枚）（建造物）

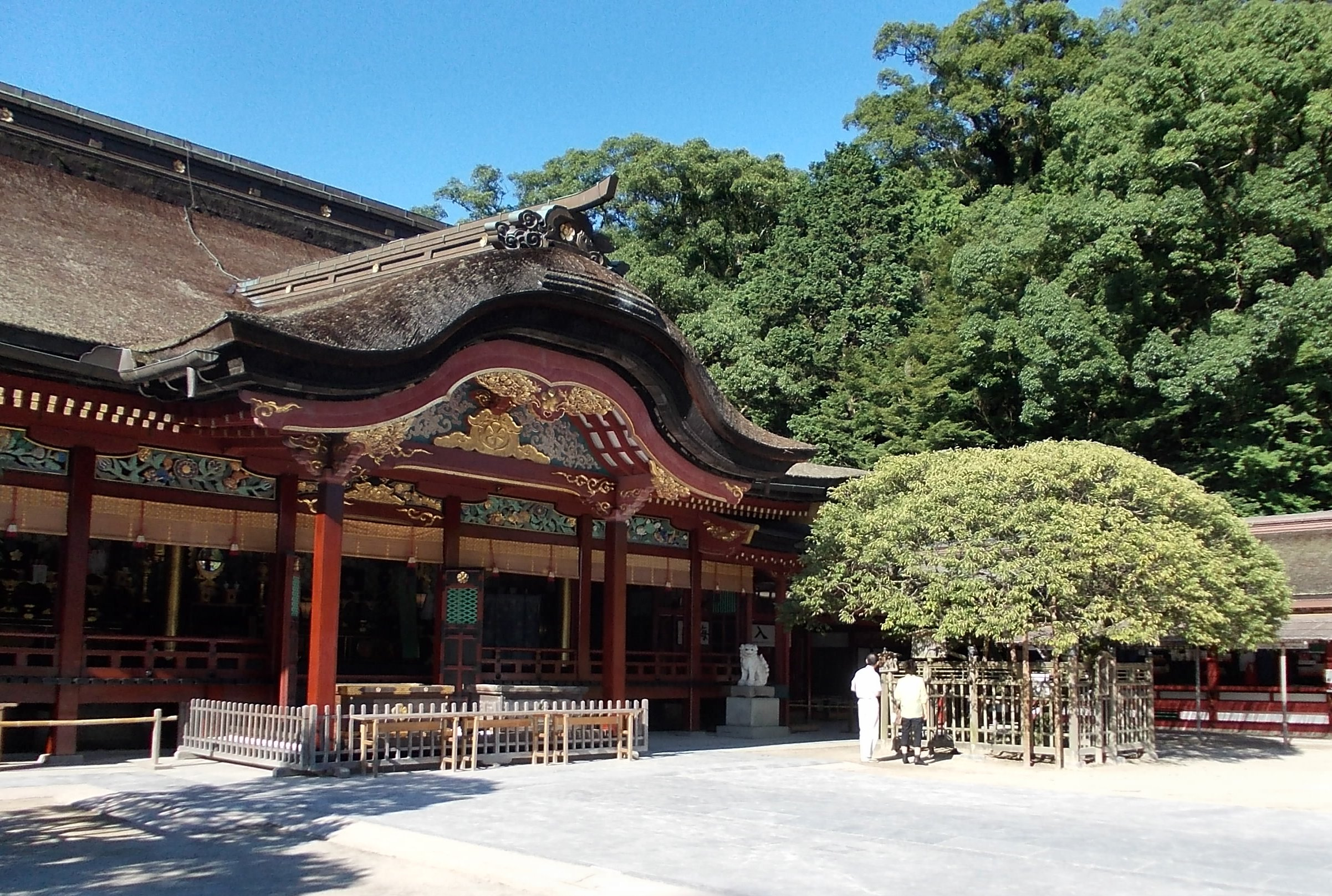
本殿（重要文化財）

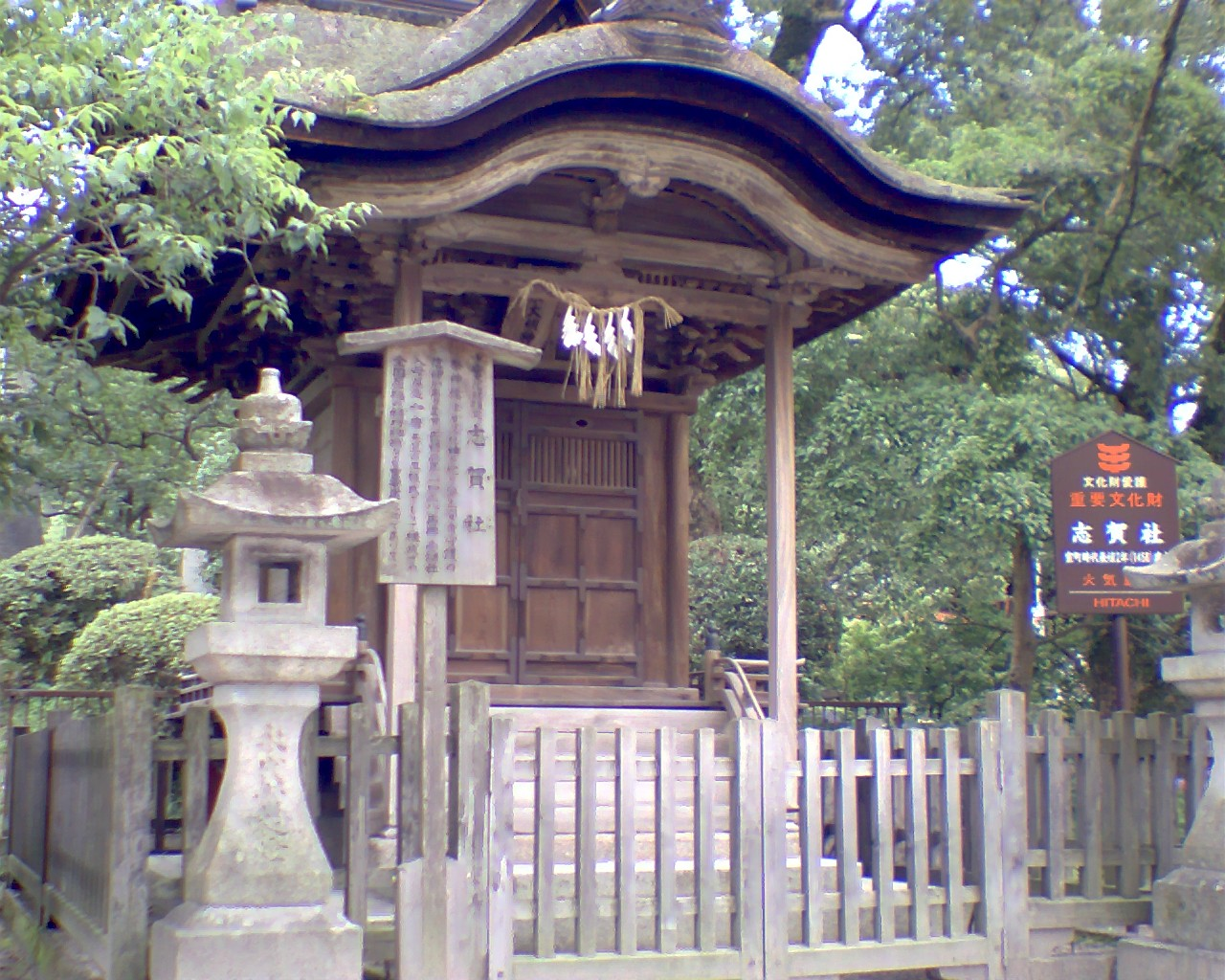
境内末社、志賀社（国重要文化財）

  - 桃山時代の造営。1907年（明治40年）5月27日指定[24]。
- 末社志賀社本殿（建造物）
  - 室町時代中期、長禄2年（1458年）造営。1907年（明治40年）5月27日指定[25]。
- 毛抜形太刀 無銘（工芸品）
  - 平安時代の作。1923年（大正12年）3月28日指定[26]。
- 太刀 銘俊次（工芸品）
  - 鎌倉時代の作。1912年（大正元年）9月3日指定[27]。
- 梅月蒔絵文台（工芸品）
  - 裏面に信元（花押）の蒔絵銘がある。室町時代の作。1980年（昭和55年）6月6日指定[28]。
- 太宰府天満宮文書 78巻・25冊・1幅（附 大宰府天満宮境内図（着色）1幅）（古文書）
  - 平安時代から江戸時代の文書。1982年（昭和57年）6月5日指定[29][注釈 2]。
- 蓮華唐花文塼（考古資料）
  - 福岡県筑紫郡太宰府町大字観世音寺出土。奈良時代の作。1961年（昭和36年）6月30日指定[30]。

### 国の天然記念物

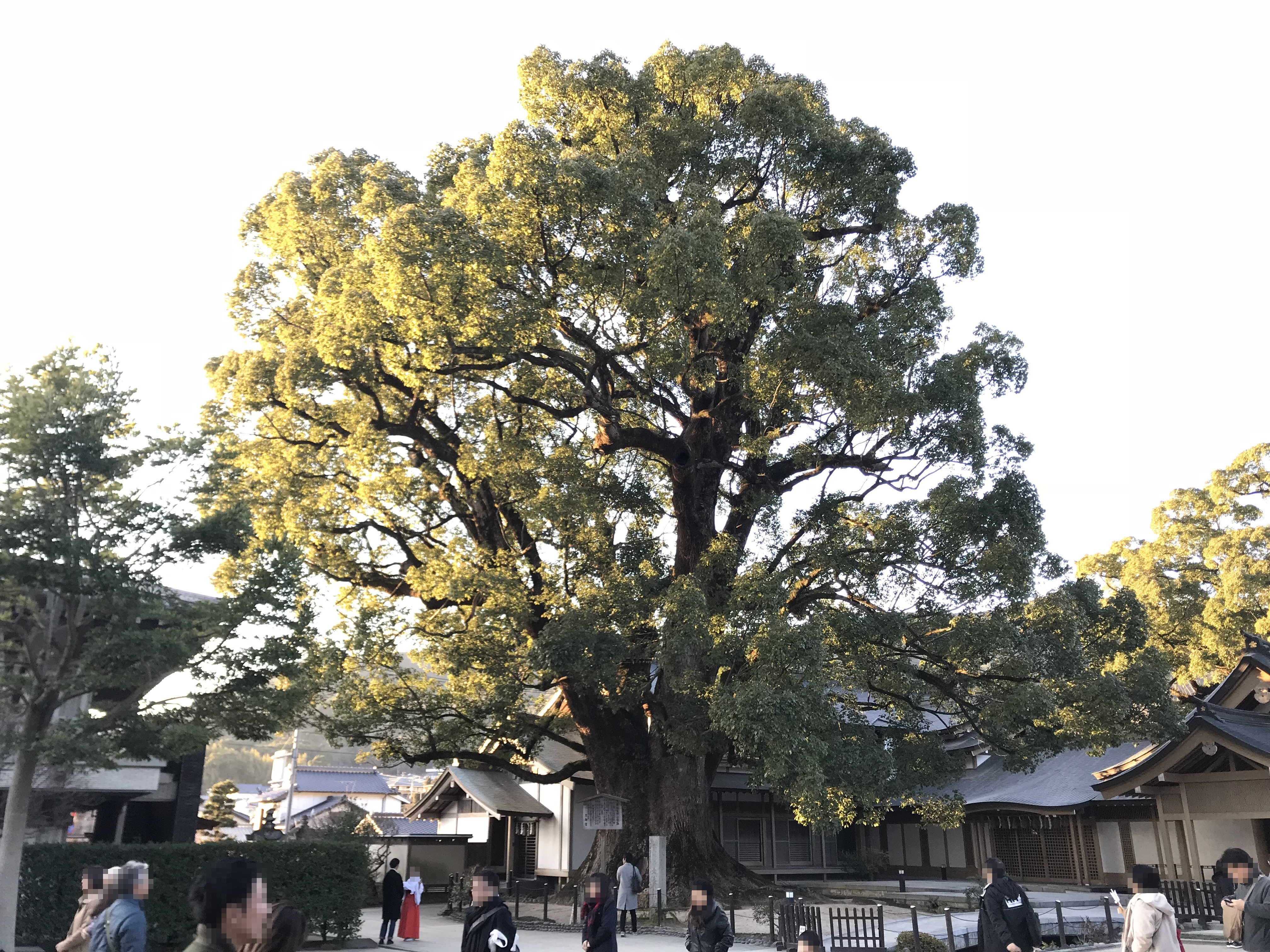
太宰府神社のクス（国指定天然記念物）

- 太宰府神社のクス - 1922年（大正11年）3月8日指定[31]。
- 太宰府神社のヒロハチシャノキ - 1935年（昭和10年）6月7日指定[32]。

### 福岡県指定文化財

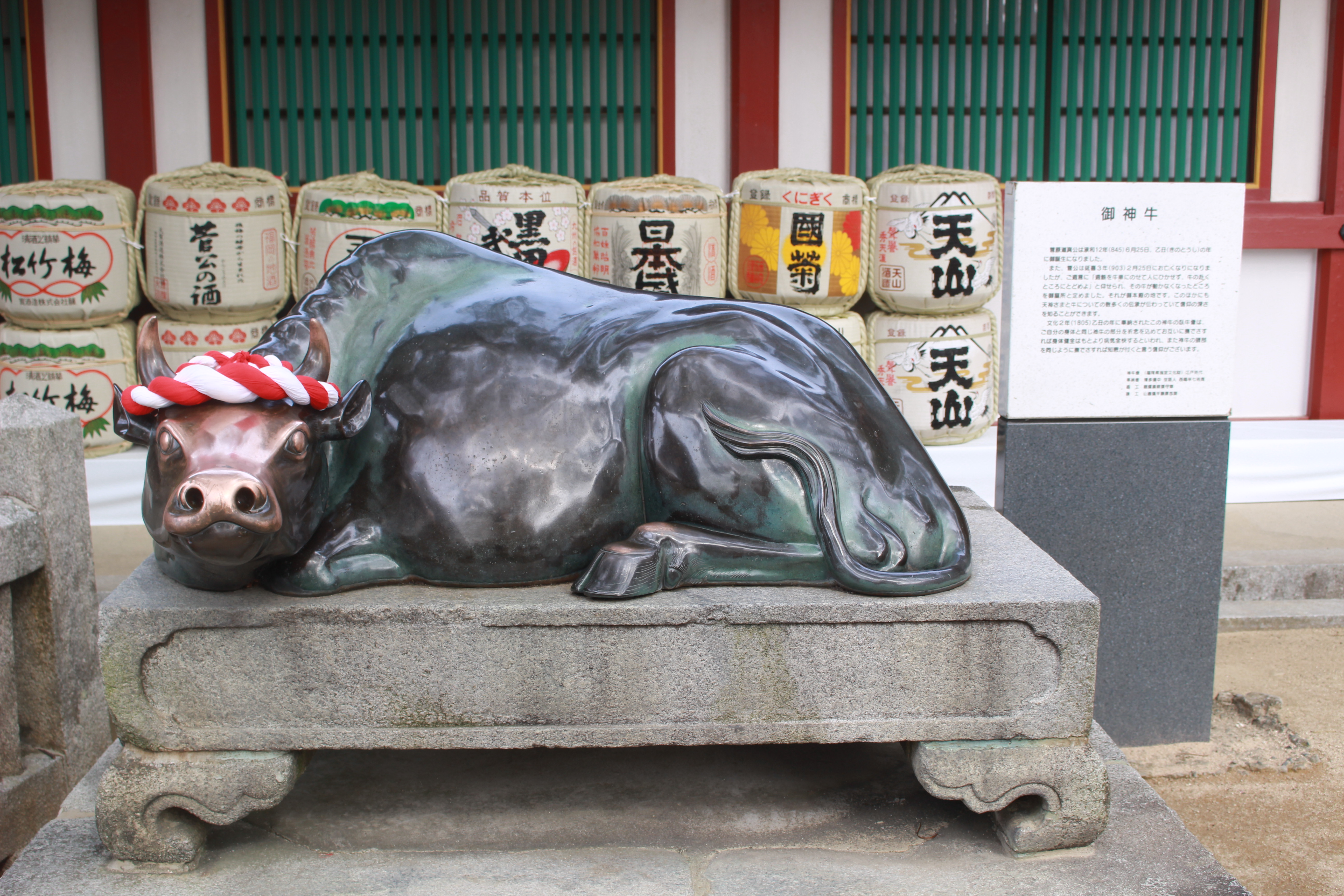
楼門右手前の御神牛（県指定文化財）

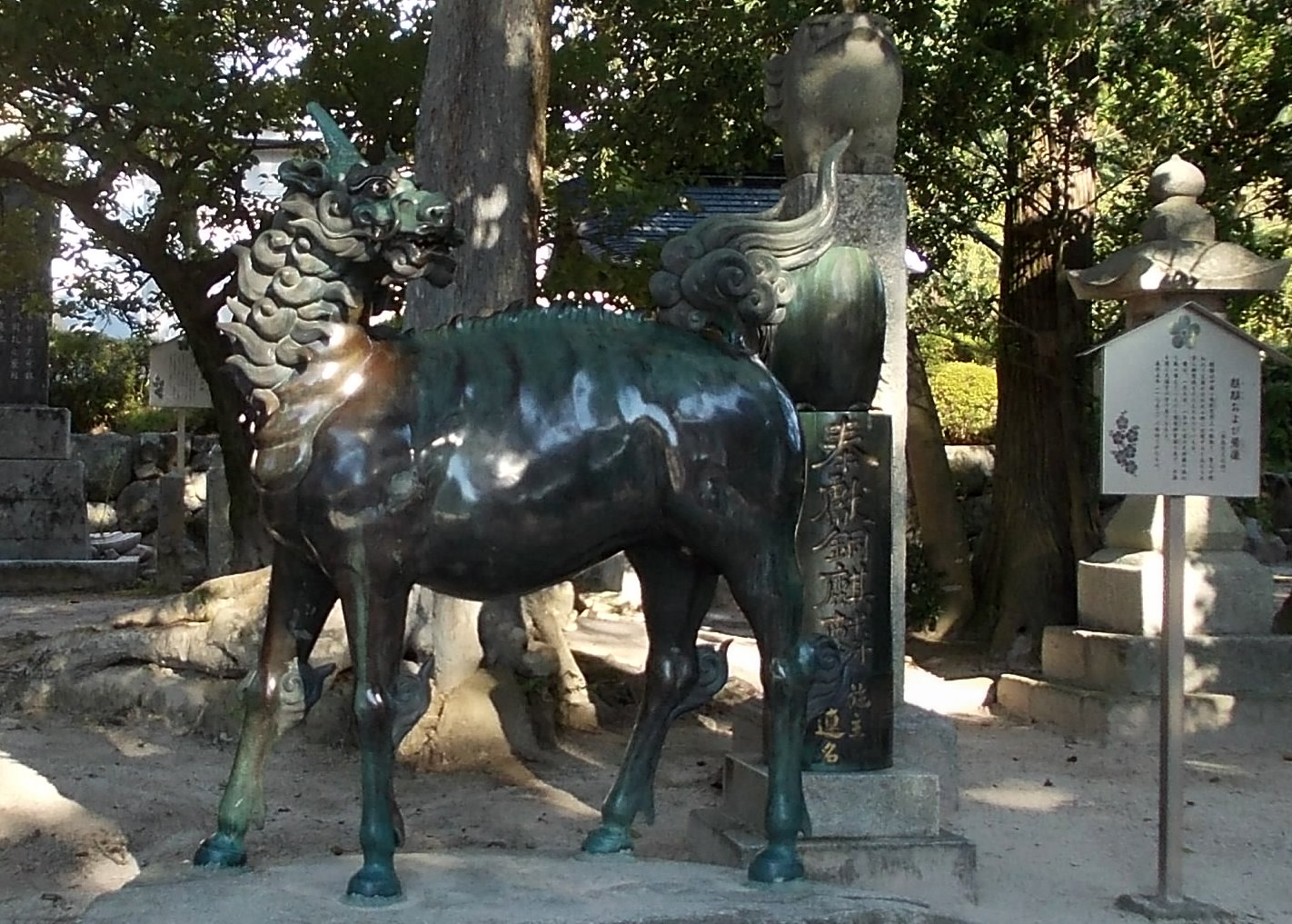
麒麟像（県指定文化財）

- 有形文化財
  - 天満宮の石造鳥居（建造物）
  - 天満宮の石造燈籠（建造物）
  - 北野天神縁起（絵画）
  - 木造狛犬（彫刻）
  - 銅製鰐口（工芸品）
  - 鉄製雲版（工芸品）
  - 鶴亀文懸鏡（工芸品）
  - 銅製麒麟並に鸞（工芸品）
  - 銅製神牛（工芸品）
  - 銅製花瓶（工芸品）
  - 太宰府天満宮飛梅柵擬宝珠（工芸品）
  - 滑石硯（考古資料）
  - 銅製経筒（考古資料）
  - 石製経筒（考古資料）
  - 瓦経（考古資料）
  - 蒙古碇石（考古資料）
- 有形民俗文化財
  - 太宰府天満宮の力石
- 無形民俗文化財
  - 太宰府天満宮神幸行事
  - 鬼すべ
- 天然記念物
  - 天神の森（樟）

### 太宰府市指定文化財
- 有形文化財
  - 相輪橖（建造物）
  - 老松社本殿（建造物）
  - 六座の面（附 納入箱）（彫刻）
- 天然記念物
  - 太宰府天満宮のイチイガシ

## 名物
飛梅にまつわるものが多い。
大宰府へ赴くため都を発つ道真が庭先に立っている梅に対して「東風（こち）ふかば  にほひおこせよ  梅の花  あるじなしとて  春な忘れそ」と歌った。太宰府天満宮拝殿・右手前にその飛梅が立っている。
毎年梅の花が咲く頃には巫女が「梅の使節」として総理大臣官邸など各地を訪れて梅の盆栽を寄贈する。2004年度（平成16年度）の梅の使節が当時の総理大臣小泉純一郎に梅を寄贈したが、その際渡した品種が「おもいのまま」という梅だったため、当時構造改革などで政界を変革しようとする首相に、記者たちが挙って「政治もやはりおもいのままですか？」と質問した。
太宰府天満宮での御神酒は梅酒である。

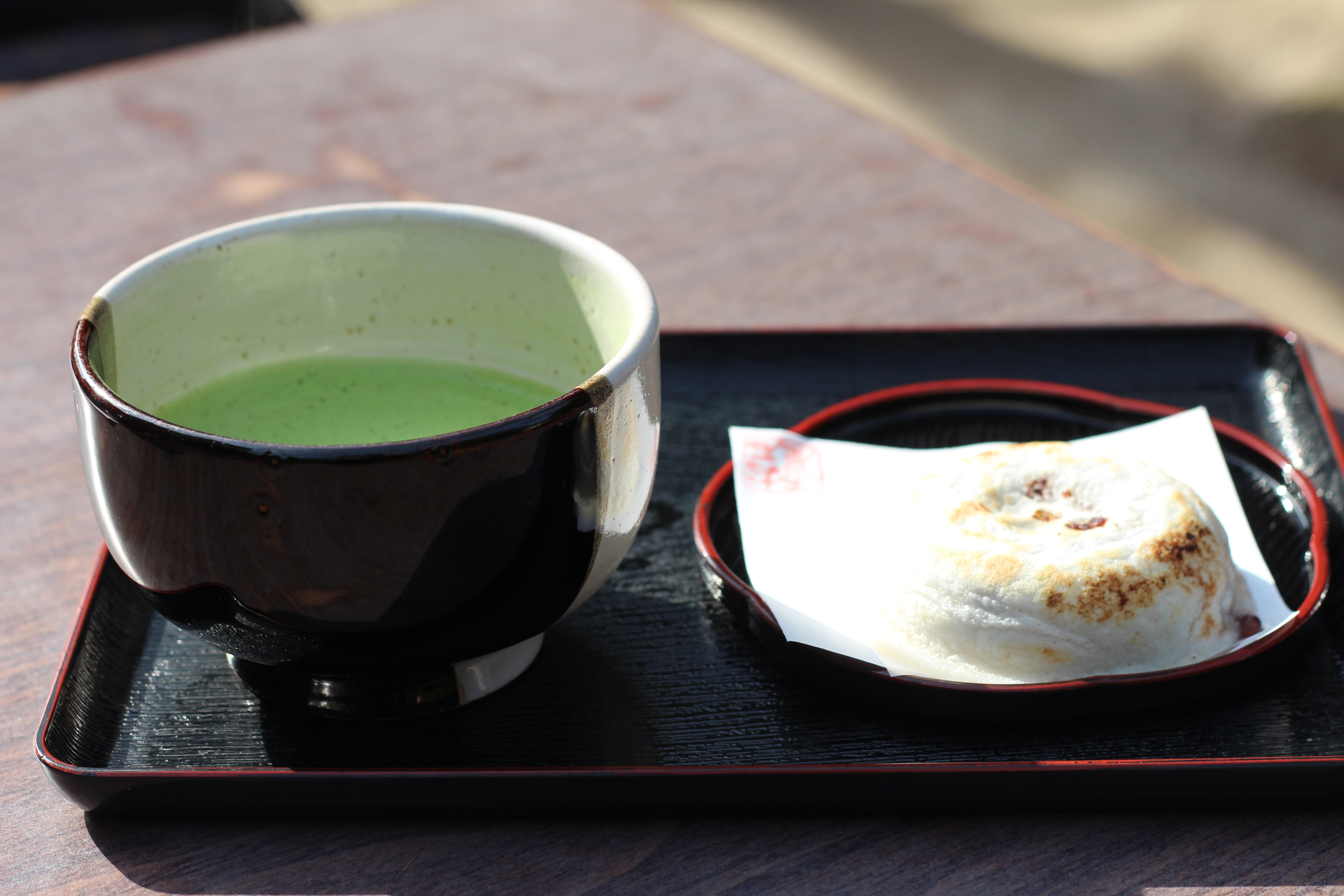
梅ヶ枝餅と抹茶

また参道には梅ヶ枝餅と呼ばれる餡入りの焼き餅を販売している店が並んでおり、製作している風景も楽しめる。

## 茶屋

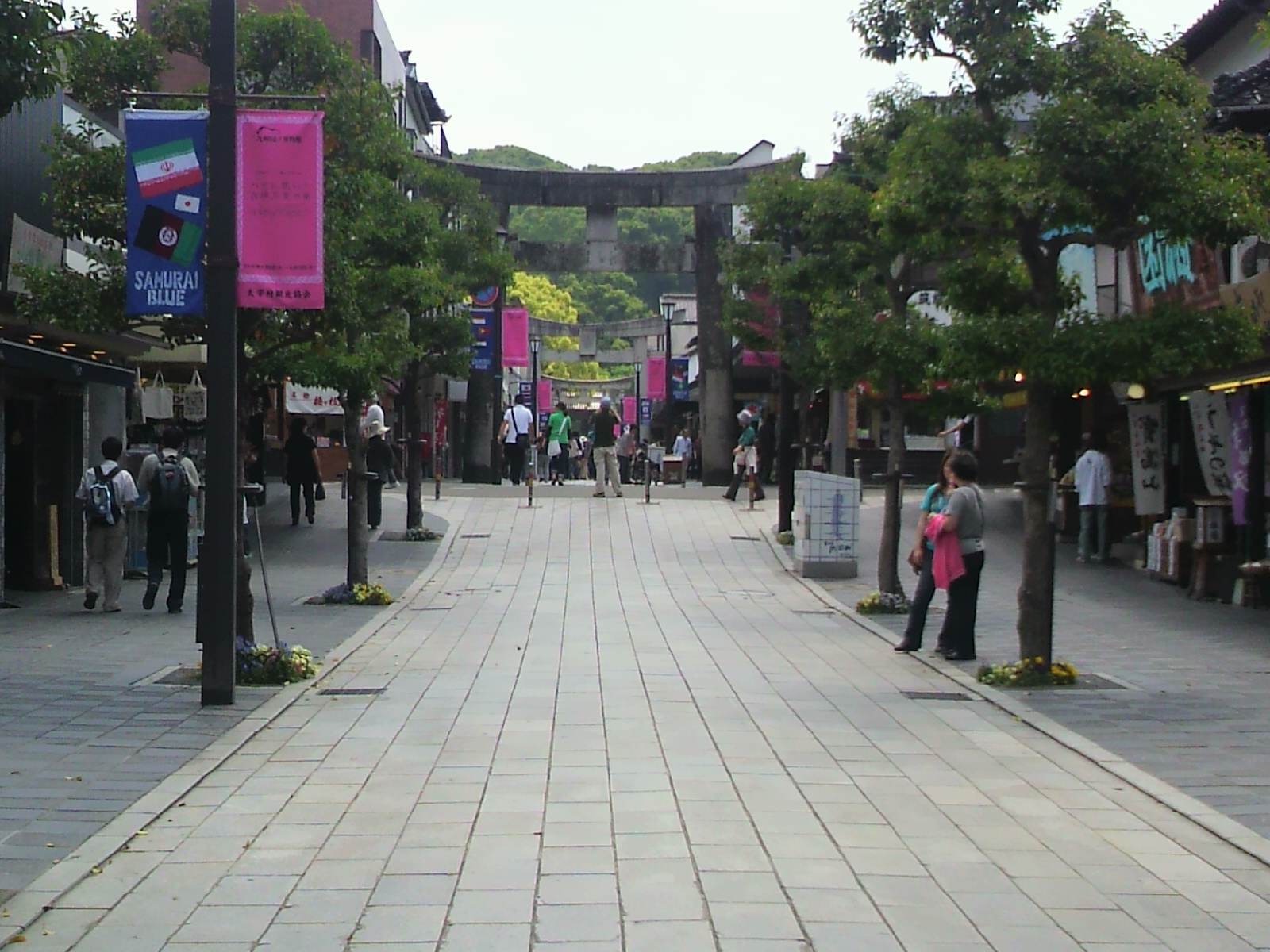
太宰府駅から続く表参道。土産や名物の梅ヶ枝餅の店が軒を連ねる。

表参道から境内の奥まで、いたるところに茶屋があり、その多くは品目のうちに梅ヶ枝餅を用意している。そうした茶屋のひとつ「お石茶屋」について、吉井勇は次のような歌を詠んだ。
太宰府の お石の茶屋に 餅くへば 旅の愁ひも いつか忘れむ
この「お石茶屋」については勇のほかにも、野口雨情、犬養毅、佐藤栄作などが揃って贔屓にしたという。

## 百選

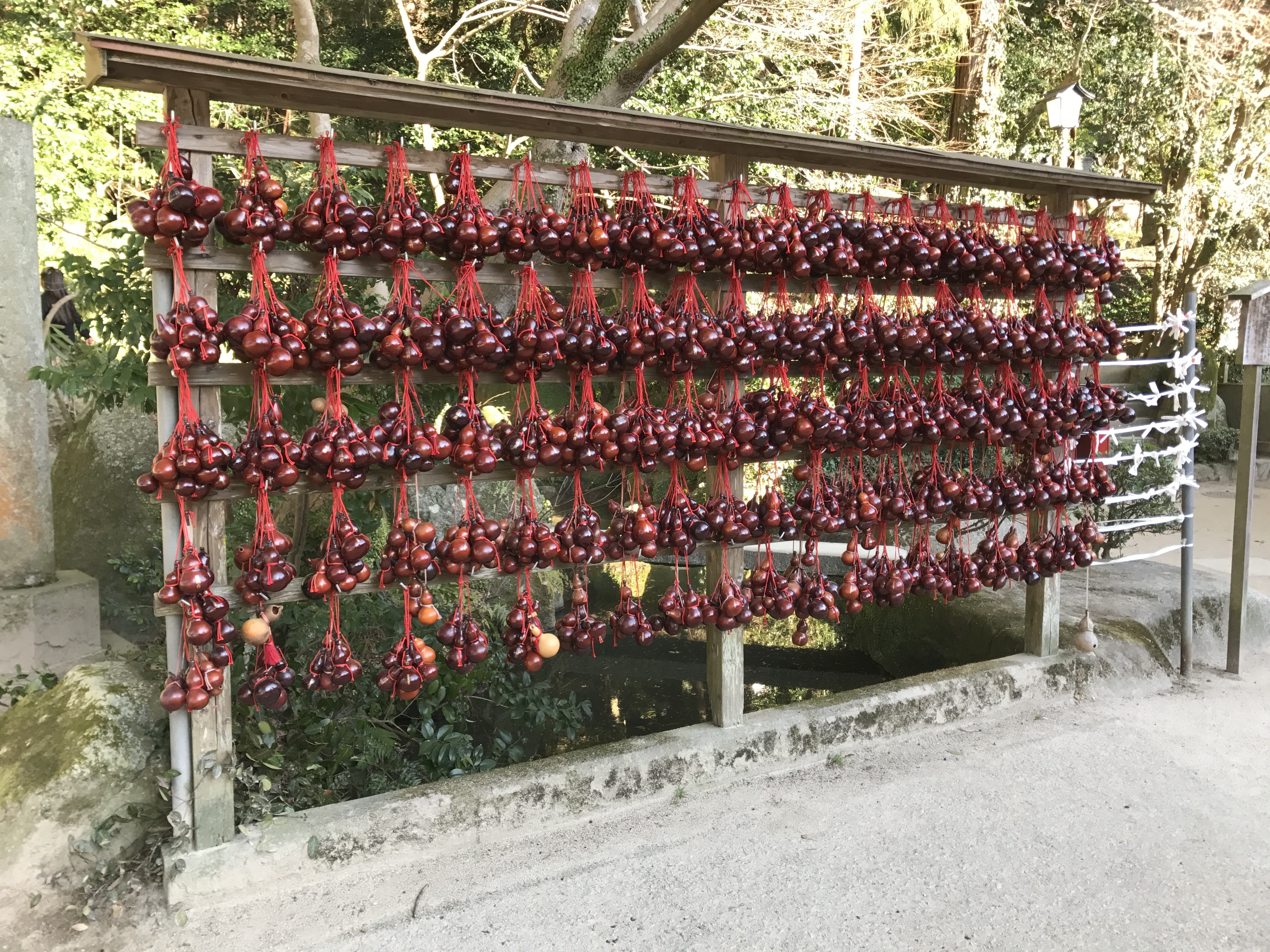
御本殿近くの厄晴れひょうたん

- かおり風景100選：太宰府天満宮の梅林とクスノキの森
- 新日本様式100選：太宰府天満宮の季節ごとに色が変わるおみくじ

## 雑事
警察庁発表の初詣者数では、毎年上位10位内に入り、初詣以外にも観梅の時季には観光客（参拝者）数が増加する。また学問の神とされることから受験時にも多くの参拝があり、九州への修学旅行の行程に組み込まれるほか、海外からの観光ツアーにも組み込まれてもいる。近年では韓国の釜山と博多港とを行き来する高速船「ビートル」や「コビー」の利用で、韓国からの旅行者が増加し続けている。
1976年（昭和51年）には年間来場者が400万人に及び、境内の公衆トイレの整備、水洗化が喫緊の課題となった。しかし水洗トイレの水源が確保できなかったため、窮余の策として境内の「神池」である心字池の水を利用することとなった。
2005年（平成17年）に天満宮近隣に九州国立博物館が開館。相乗効果で参拝者数が増加している。この九州国立博物館（通称「九博」）は、1971年（昭和46年）に天満宮が寄贈した約5万坪の土地を敷地としている。
大相撲九州場所が行われる際には、元横綱・旭富士の伊勢ヶ濱部屋が境内に宿舎を構える。また傘下法人に幼稚園を運営する学校法人があり、卒園生でもある宮司の西高辻信良が園長を務め、伊勢ヶ濱部屋力士と園児の交流にも積極的に取り組む。
2015年（平成27年）には女性音楽グループのももいろクローバーZが、本殿前に特設の舞台を設けて歌唱奉納を行った。これは、近隣で開催したコンサート「男祭り2015 in 太宰府」のアンコール部分として企画されたもので、メンバーのみ会場から太宰府天満宮まで移動し、観客はスクリーンで中継映像を視聴する形で行われた。
俳優の菅原文太は生前に太宰府天満宮信徒会の会員となり、自身の長男が亡くなった際には境内の霊園に墓所を建立した。菅原自身も2014年に亡くなった後に境内の墓所に納骨されている。

## 交通
- 正月三が日は初詣客で周辺道路は大変混雑する。九州自動車道太宰府インターチェンジを降りて太宰府方面へ向かうと国道3号に出るが、交通規制により、すぐ側道を経由後左折して「水城1丁目交差点」から福岡県道112号を進み、同「関屋交差点」を左折後は福岡県道76号を利用し天満宮に向かうこととなる。この際所要時間は通常15分前後が数時間となる。ちなみに、国道3号を直進しても「君畑交差点」までの各交差点においては、インターチェンジ方面からの左折および進入が規制されている。また、三が日以外の日においても志望校合格祈願の受験生と合格者のお礼参りが集中する例年1月から3月にかけての土日祝日を中心に混雑する。元々天満宮周辺の駐車場が不足気味であること、九州国立博物館への来訪者が同館の開館後に加わったこともあり、渋滞が顕著となり今後解消に向かって解決策が講じられる見込みもないため、自家用車の利用は推奨できない。これらの時期においては、西鉄電車西鉄太宰府線を利用した方が無難である。

### 公共交通
- 西鉄太宰府線太宰府駅から参道を通り徒歩5分。以下の公共交通はいずれも西鉄太宰府駅、あるいは同駅前広場が終点である。
  - 西鉄二日市駅（西鉄天神大牟田線と西鉄太宰府線の乗換駅）から西鉄太宰府線：太宰府行で約6分。
    - 西鉄福岡(天神)駅から西鉄二日市駅へ西鉄天神大牟田線（特急/急行で約16分、普通で30分前後）で移動し乗り換え。
大晦日の夜から正月の早朝にかけて深夜便が増便される他、正月三が日は西鉄福岡（天神）駅 - 西鉄太宰府駅間に乗り換えなしの直行便が運行される。
    - JR鹿児島本線二日市駅から西鉄二日市駅へ移動し乗り換え。
JR二日市駅～西鉄二日市駅間の移動には西鉄バスで約6分または徒歩で約15分、あるいはJR二日市駅から徒歩約5分の距離にある西鉄紫駅（西鉄天神大牟田線）を経由するルートがある。

  - JR二日市駅から西鉄バス1-1、1-2番：西鉄太宰府駅行きで約23分。
1時間に1本程度の運行のため、時間が合わない場合は前述の西鉄二日市駅へ移動するルートを利用するのが良い。また三が日には周辺地域に交通規制がかかるため、三が日の増便はない。
  - 西鉄バス・太宰府市コミュニティバス「まほろば号」も太宰府駅前に発着する。
  - 西鉄都府楼前駅より太宰府市コミュニティバスまほろば号内山行きもしくは5番北谷方面行き乗車、西鉄太宰府駅下車
  - 博多バスターミナル発・福岡空港国際線ターミナル経由の太宰府行きバス「太宰府ライナーバス旅人号」乗車、終点下車
上記のまほろば号と太宰府ライナーバス旅人号は大宰府政庁跡・坂本八幡宮最寄りの大宰府政庁跡バス停より太宰府駅への利用が可能

### 車
- 九州自動車道太宰府インターチェンジから15分
- 九州自動車道筑紫野インターチェンジから20分

## 周辺施設
- 九州国立博物館（用地を天満宮が寄付し、連絡通路（「虹のトンネル」）で直結している）
- だざいふ遊園地（太宰府天満宮と西日本鉄道の合弁）
- 二日市温泉 (筑紫野市)
- 天拝山（別名、天判山 菅原道真公が無実を天に訴えた山）
- 武蔵寺（菅原道真公がこの寺の紫藤の瀧で身を清めた）

## 境内などの場所

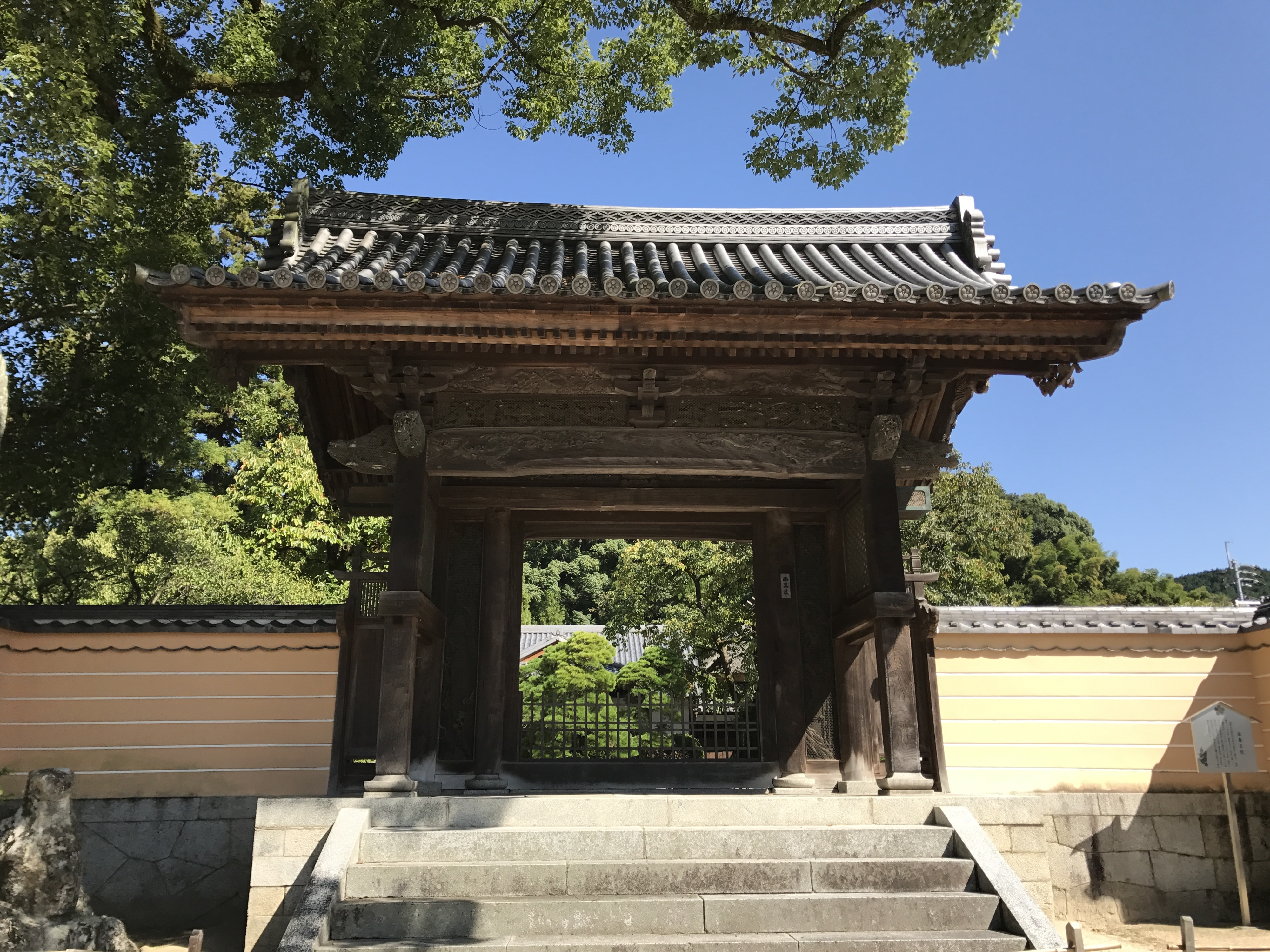
延寿王院山門
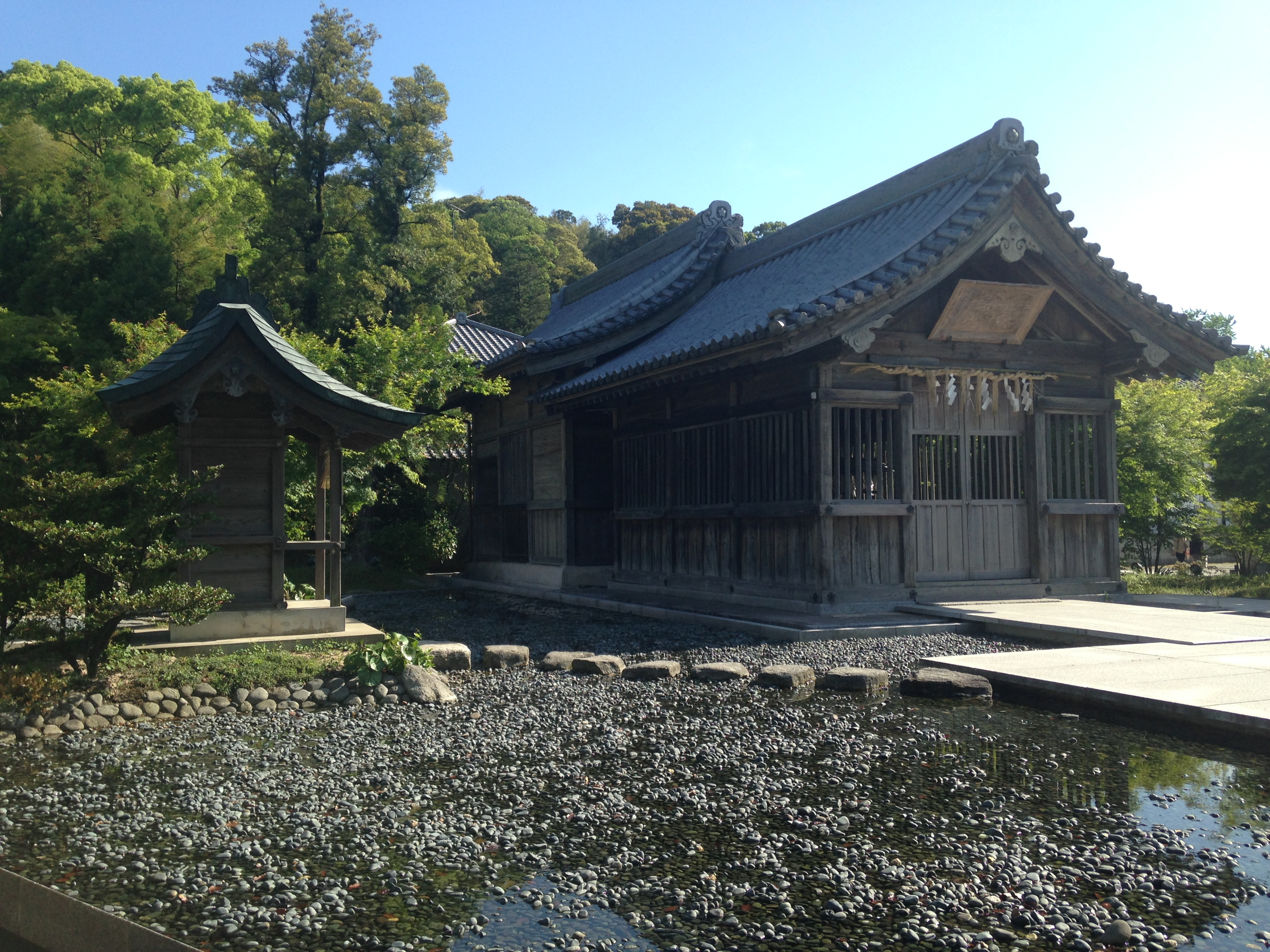
浮殿
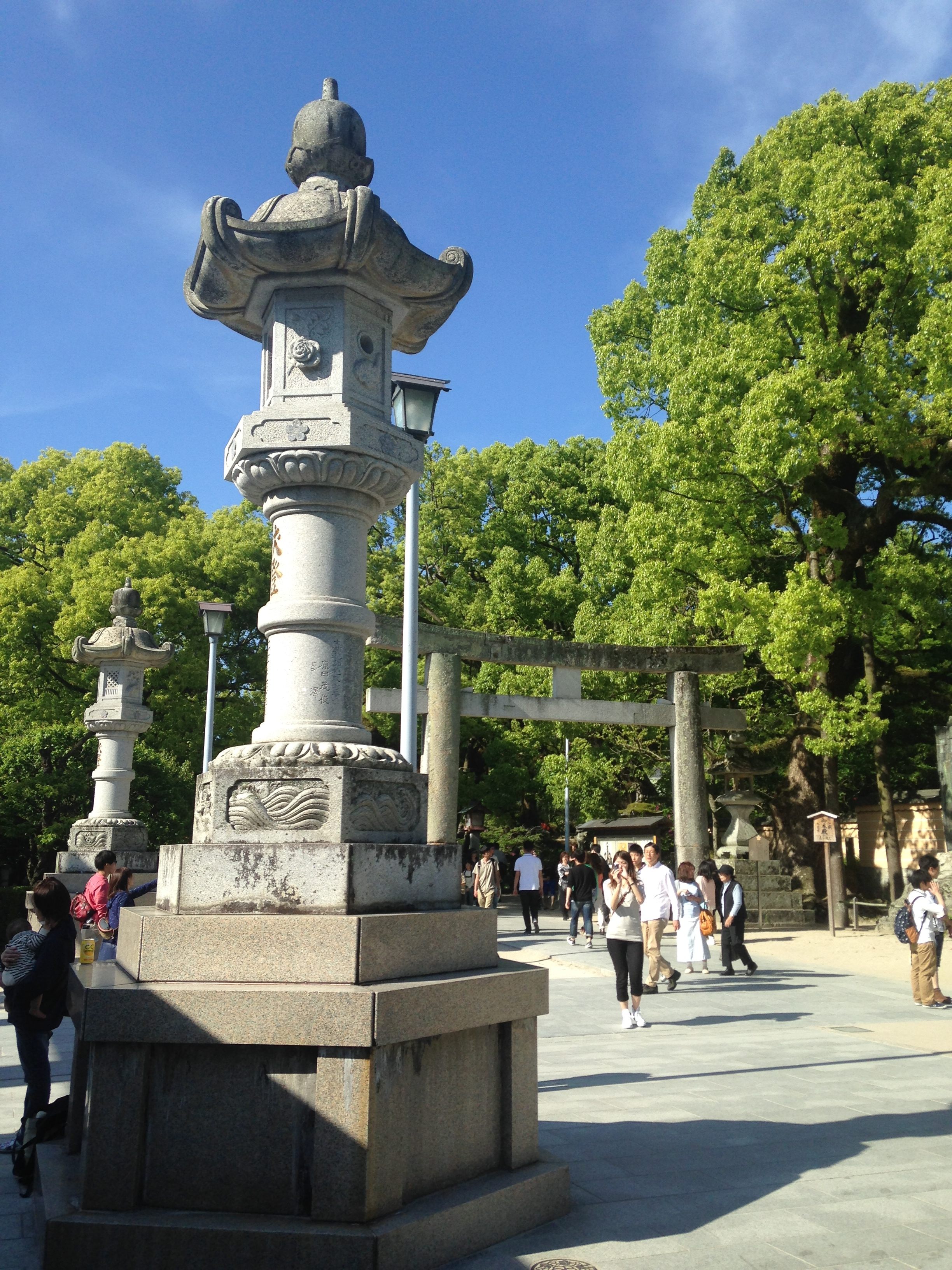
石灯籠
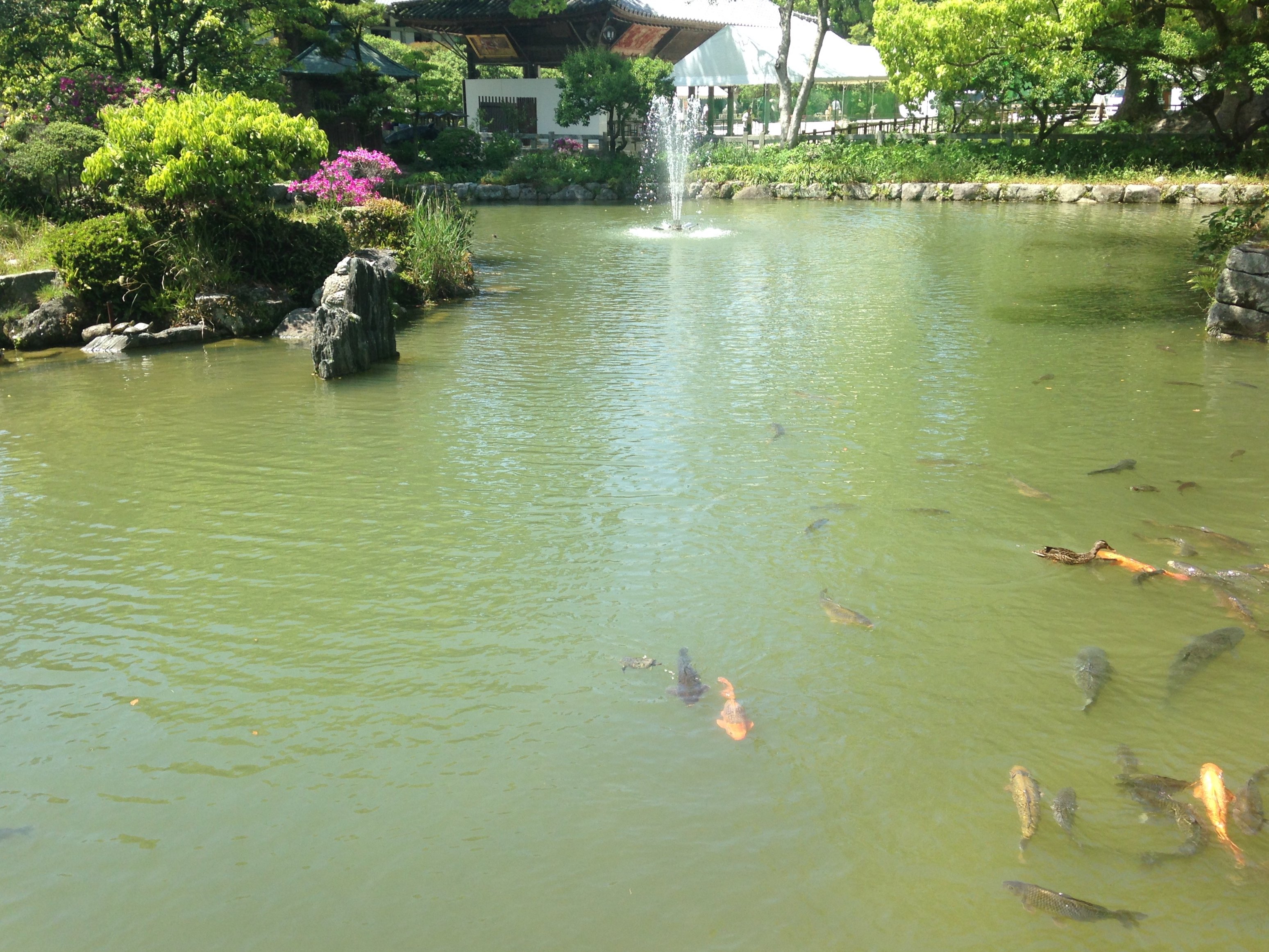
心字池
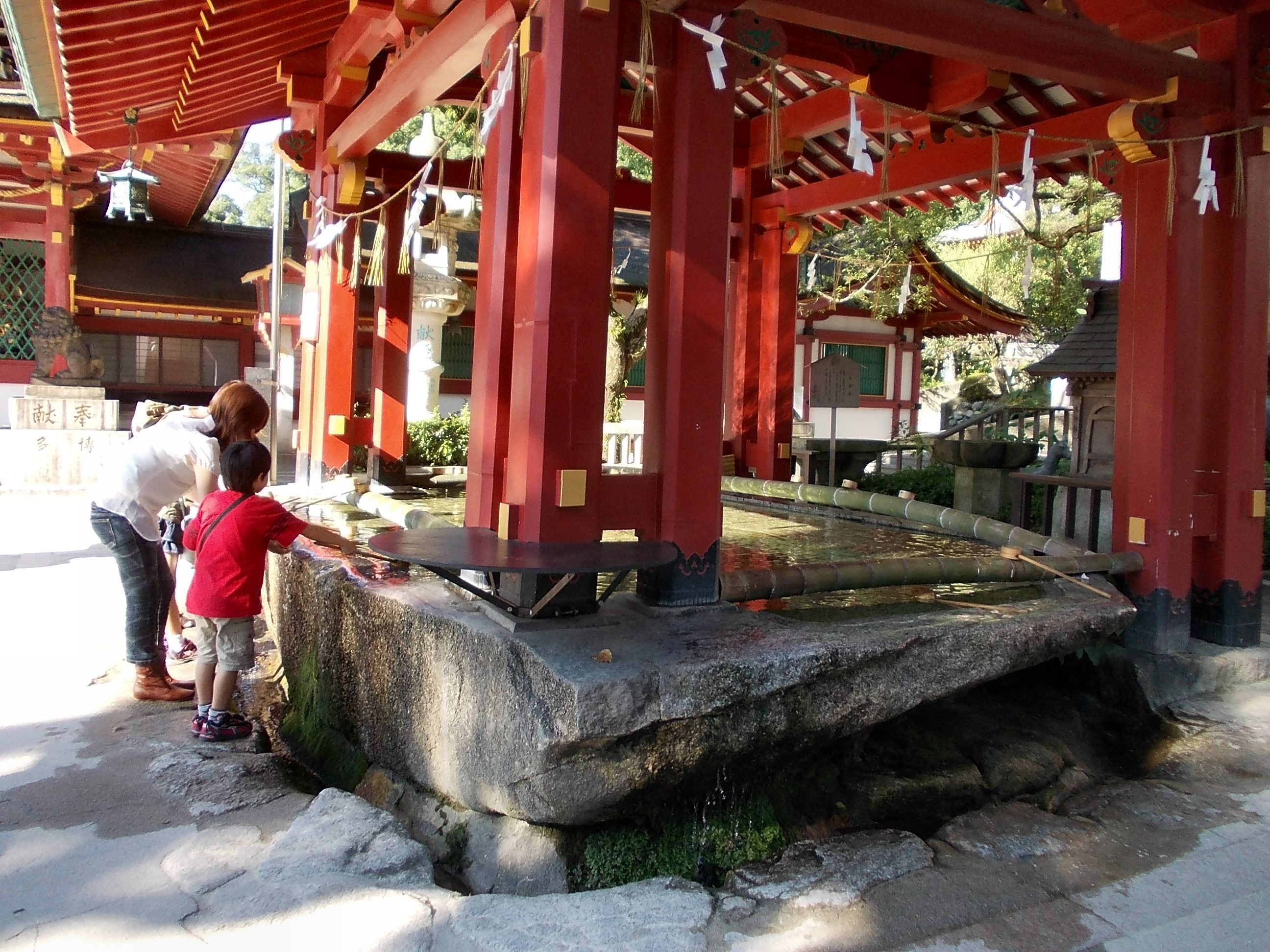
手水舎
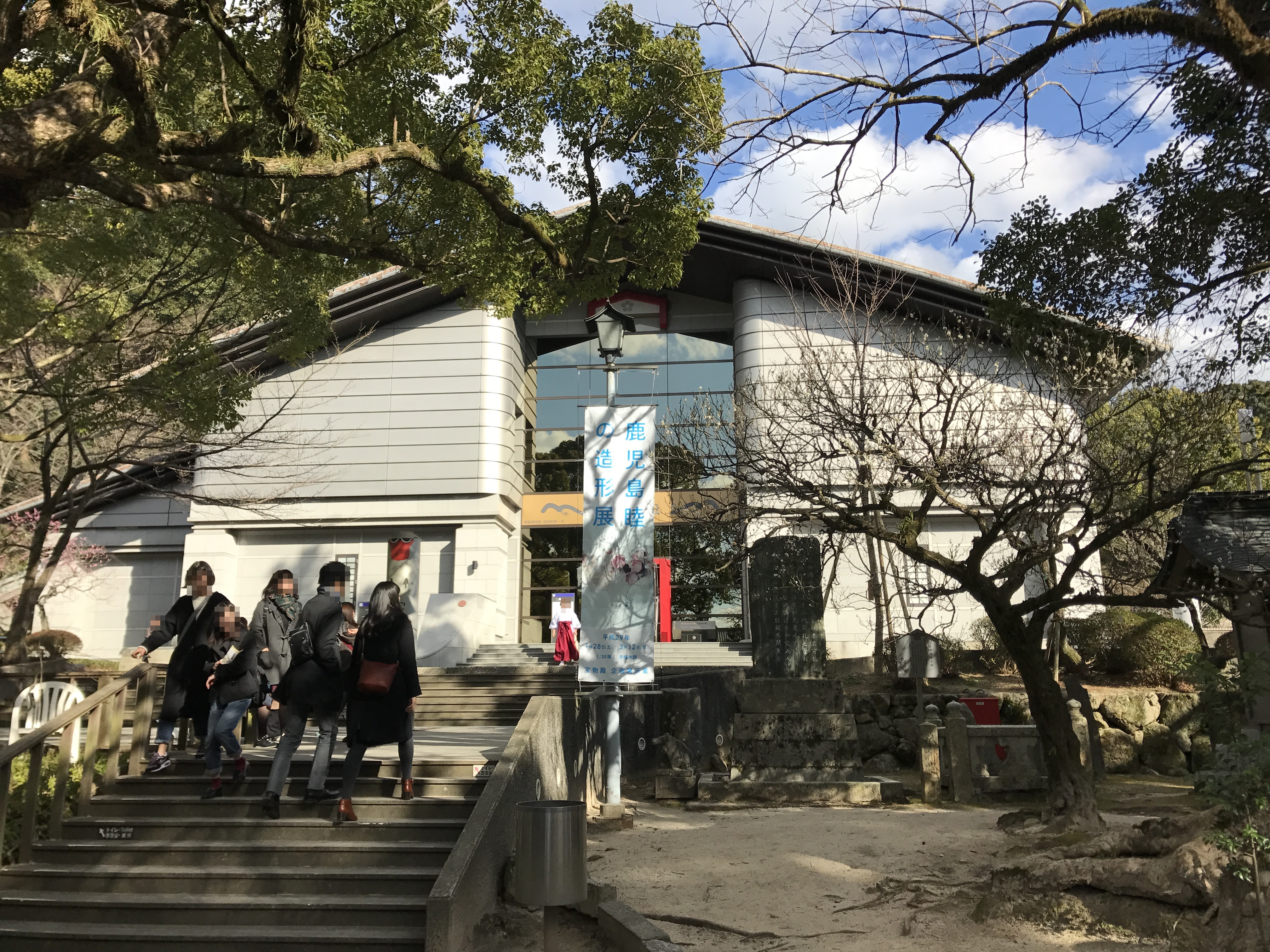
宝物殿
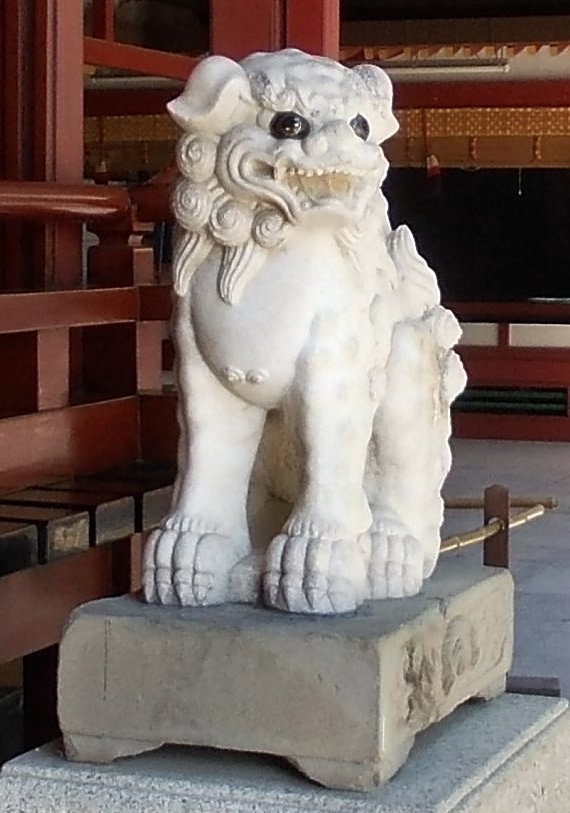
本殿の狛犬
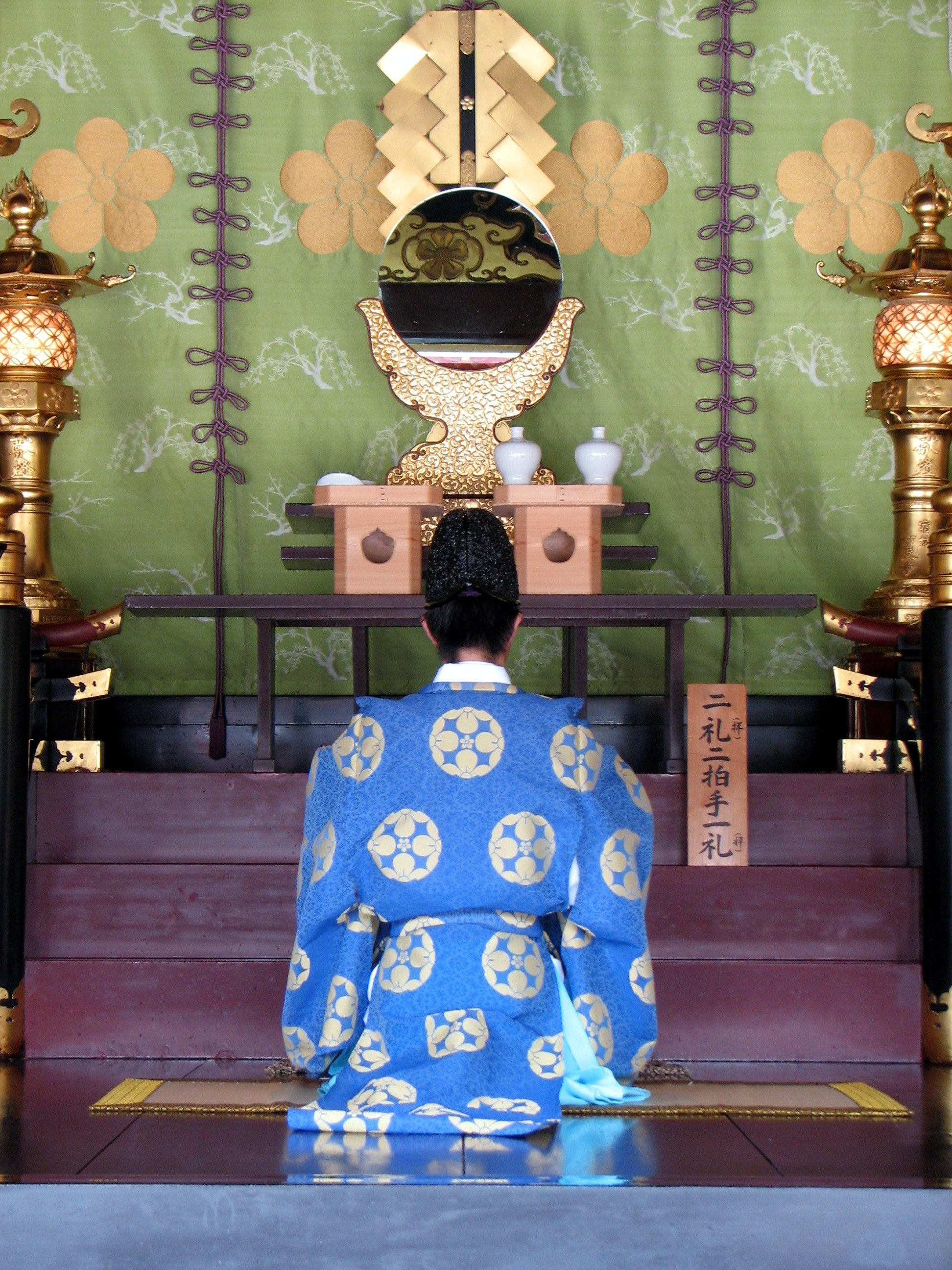
神鏡

## 関連図書
- 安津素彦・梅田義彦編集兼監修者『神道辞典』神社新報社、1968年、36-37頁
- 白井永二・土岐昌訓編集『神社辞典』東京堂出版、1979年、214-215頁
- 上山春平他『日本「神社」総覧』新人物往来社、1992年、262-263頁